# Schloss Großropperhausen
Koordinaten: 50° 56′ 6″ N, 9° 22′ 22″ O

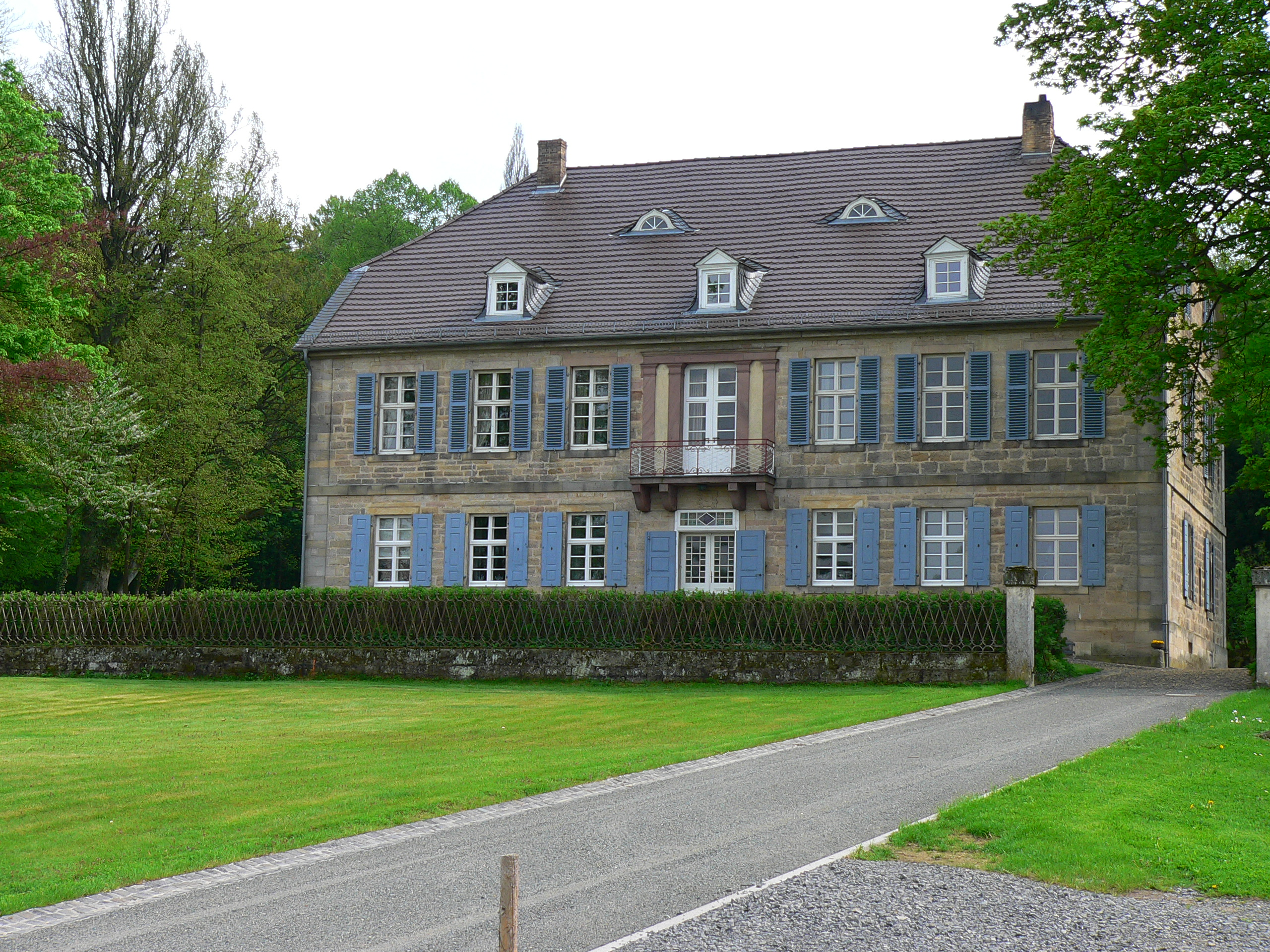
Schloss Großropperhausen

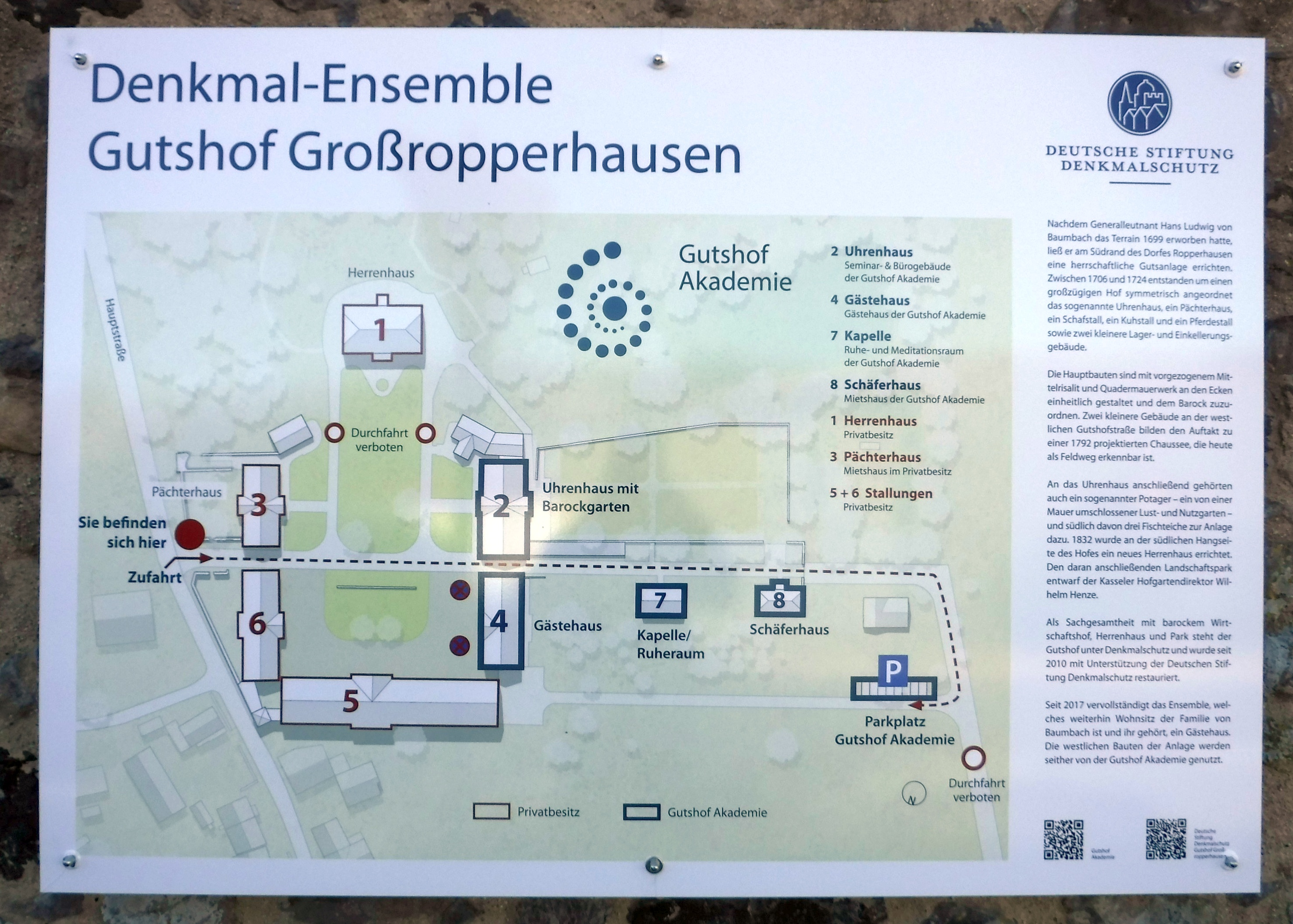
Karte des Anwesens mit heutiger Nutzung

Das Schloss Großropperhausen ist ein schlossartiges Herrenhaus am südöstlichen Ortsrand von Großropperhausen, einem Ortsteil der Gemeinde Frielendorf im Schwalm-Eder-Kreis in Nordhessen. Das Herrenhaus, der Wirtschaftshof und der Park stehen unter Denkmalschutz.

## Lage
Es liegt inmitten eines weitläufigen und noch immer landwirtschaftlich betriebenen Gutskomplexes mit einem 4 ha großen Park und Wirtschaftsgebäuden, unmittelbar westlich der Landesstraße 3152 von Schwarzenborn nach Frielendorf.
Der langgestreckte, zweigeschossige Bau mit Schopfwalmdach liegt repräsentativ im Zentrum der Gutsanlage. Die Wirtschaftsgebäude liegen rechts und links beiderseits des großzügigen Eingangsbereichs zum Gut und bilden mit dem Schloss ein „U“.

## Geschichte
Im 13. Jahrhundert wurde eine „Burg Ropperhausen“ erwähnt. Der Bau des Schlosses stammt aus dem Jahre 1832. Die barocke Hofanlage wurde von Hans Ludwig (II.) von Baumbach (1664–1734) errichtet, der 1698/99 drei Viertel von Burg und Gericht Ropperhausen von Philipp Wilhelm und Georg Christoph von Gilsa aus der Ropperhäuser Linie derer von Gilsa kaufte und im Jahre 1719 auch das restliche Viertel von Johann Ludwig von Gilsa erwarb. Der neue Besitzer erneuerte und befestigte in den Jahren von 1711 bis 1724 die im Südosten des Dorfs gelegenen Hofgutanlagen. Sie ersetzt die alte Burg. Das  Herrenhaus wurde als klassizistischer Bau 1832 erbaut. Die alte Burg wurde nach ihrem Verkauf an Baumbach nicht mehr genutzt, sondern teilweise abgebrochen, und verfiel allmählich.
Der Burgsitz, den die Herren von Baumbach mit dem Kauf erwarben, umfasste 1783 zwei Höfe mit 410 Kasseler Acker Land, 300 Acker Wiesen, 30 Acker Garten, 10 Acker Driesche, 300 Acker Hutewald, Hutweide und Wüstungen sowie 1.350 Acker Waldung. Außerdem gehörten hinzu das Wirtshaus „Zum toten Ochsen“, ein Brauhaus, ein Armenhaus, die Wohnung des Gerichtsdieners und die Burgmühle. 1895 umfasste der Gutsbezirk 130 Hektar Ackerland und Gärten, 60 Hektar Wiesen, 79 Hektar Hutung und 148 Hektar Wald.
In den Jahren 2010 bis 2017 wurde das Gut mit Unterstützung der Deutschen Stiftung Denkmalschutz umfassend saniert. Das Gutshaus ist Wohnsitz der Familie v. Baumbach. Die westlichen Gebäude der Anlage werden von der Gutshof Akademie genutzt.

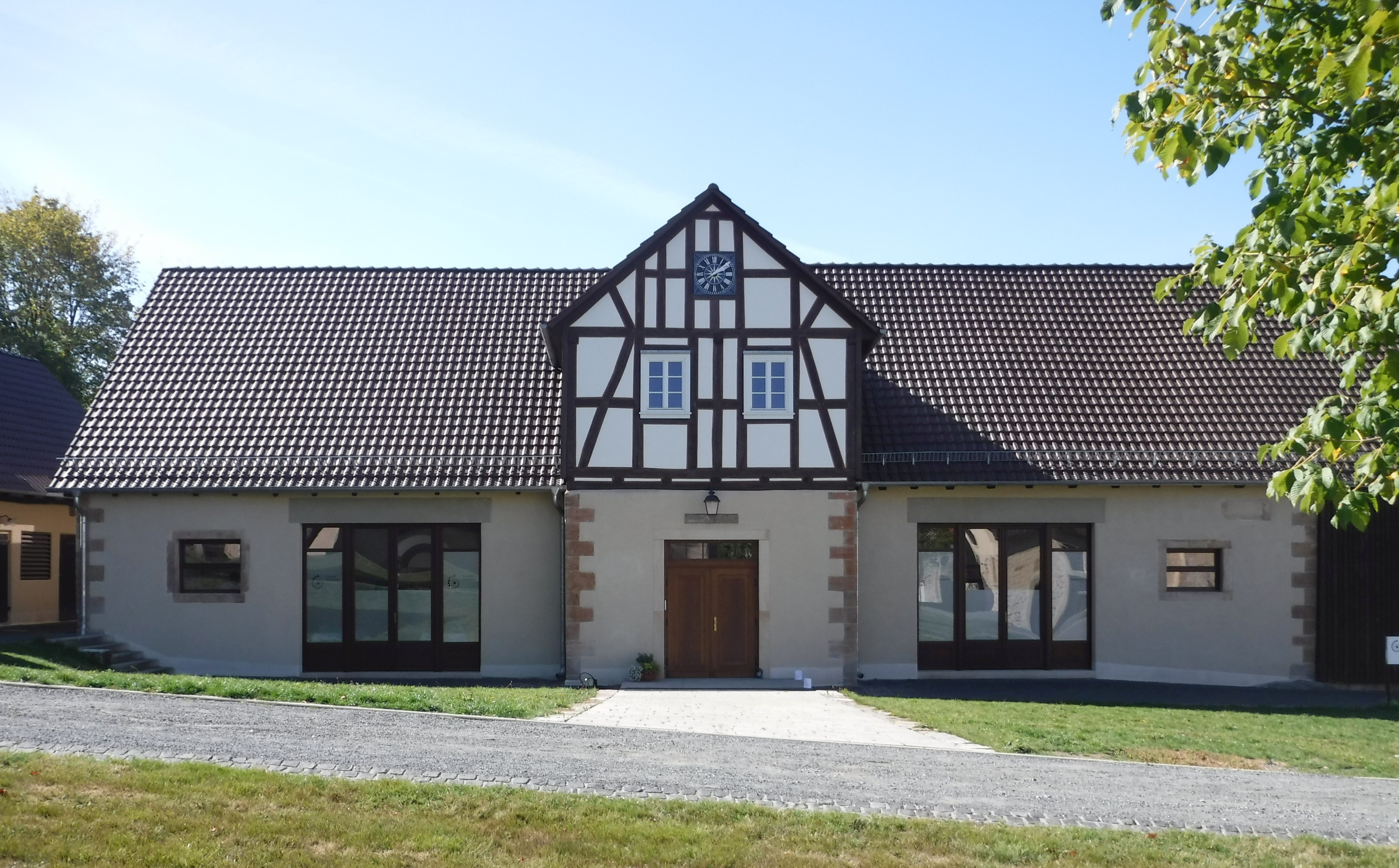
Uhrenhaus

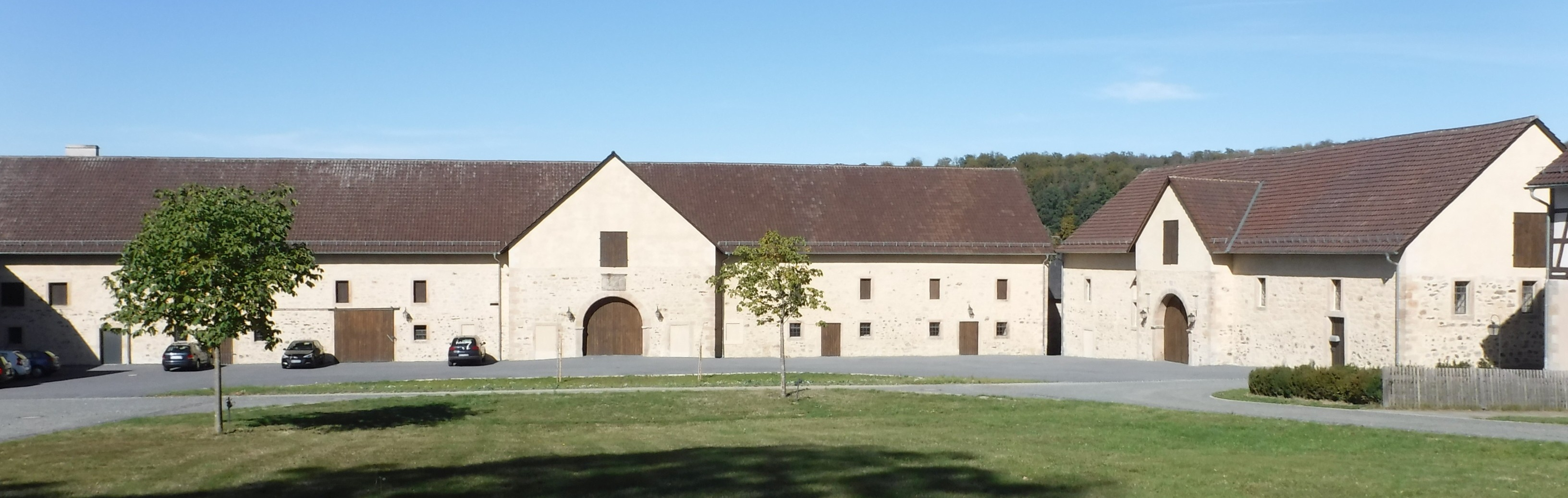
Stallungen

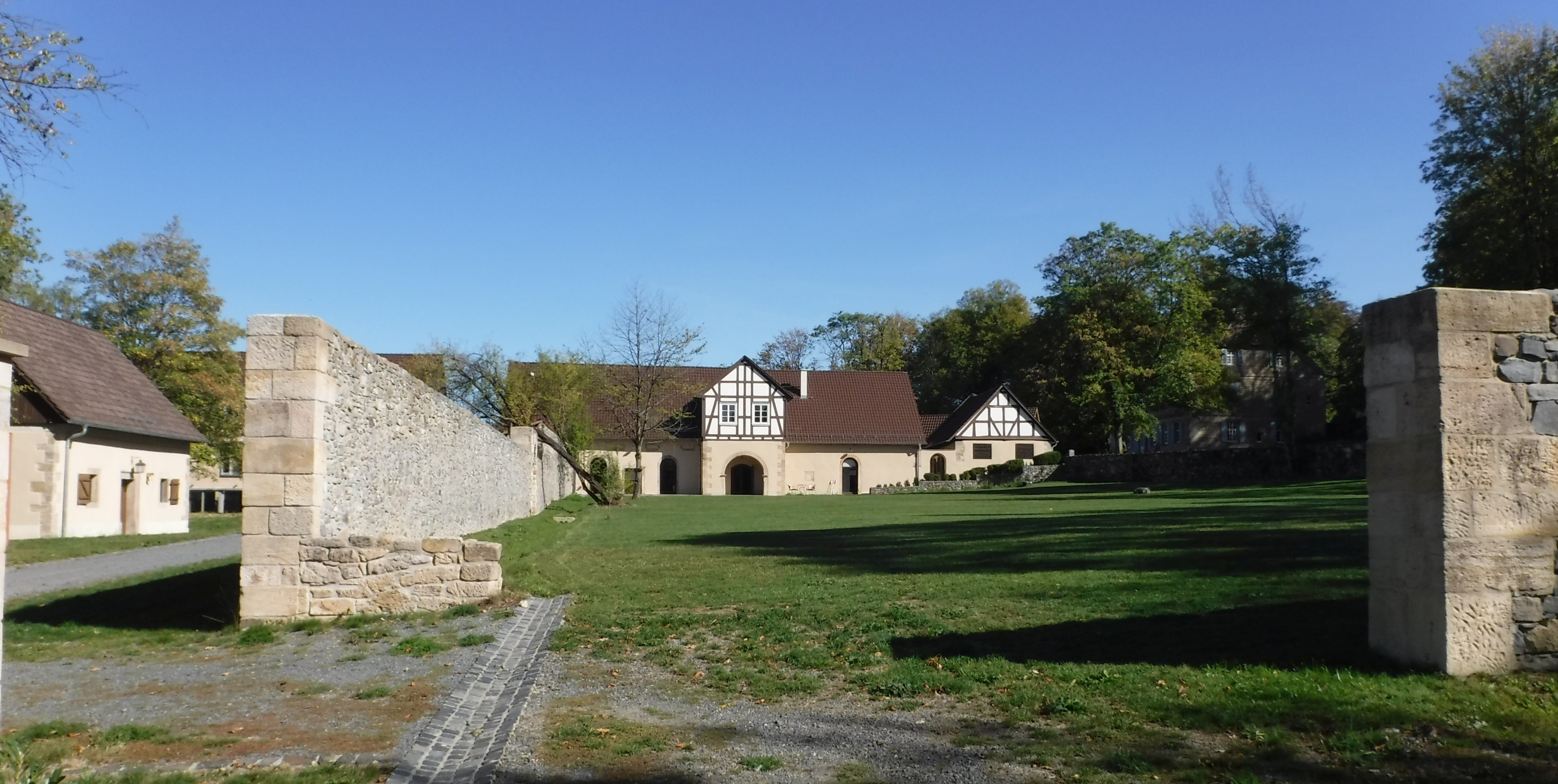
Ummauerter Barockgarten

## Hofanlage
Der Hof ist das größte Barockgut Hessens. Die Hofanlage ist von einer massiven Feldsteinmauer umgeben. Die U-förmige Anlage besteht aus mehreren Gebäuden (im Uhrzeigersinn): Eiskeller, Uhrenhaus mit Barockgarten, neugebautes Gästehaus (ehemaliger Schafstall), ehemaliger Kuhstall, ehemaliger Pferdestall, Pächterhaus, Gewölbekeller. Seitlich gelegen noch eine Kapelle und das Schäferhaus. Bis zur Mitte des 20. Jahrhunderts war der Hof der Hauptarbeitgeber des Ortes. Nach dem Zweiten Weltkrieg konnte der Hof mithilfe von vor allem sudetendeutschen Flüchtlingen wieder in Betrieb gebracht werden. Die Bewirtschaftung konzentrierte sich auf Schafzucht, bis 1968 bei einem Brand Ställe und Tiere vernichtet wurden. Fortan wurden Ackerbau und Waldwirtschaft betrieben.
Zur Hofanlage gehört ein ummauerter Barockgarten. Die großzügige Parkanlage wurde im 18. Jahrhundert von Wilhelm Hentze angelegt. Einzelne Gartenteile konnten von Fachleuten rekonstruiert werden.